# Andrea Cattaneo
Andrea Cattaneo (Cremona, 22 febbraio 1998) è un canottiere italiano.

## Biografia
Si è formato presso l'Università degli studi di Brescia frequentando la facoltà di Scienze Motorie. Nell'agosto ha conquistato una medaglia d’oro e una di bronzo ai Campionati mondiali universitari di canottaggio di Shanghai, in Cina.
Nel novembre 2018 è entrato a far parte del Centro Sportivo Carabinieri.
Ha rappresentato la nazionale italiana ai campionati europei di Glasgow 2019, dove è arrivato terzo nella finale B, gareggiando con il connazionale Luca Chiumento.

## Palmarès
| Anno | Manifestazione | Sede     | Evento  | Risultato      | Prestazione | Note |
| ---- | -------------- | -------- | ------- | -------------- | ----------- | ---- |
| 2017 | Mondiali U23   | Plovdiv  | Due con | 10° (finale B) | 6'24"130    |      |
| 2018 | Mondiali U23   | Poznań   | Due con | 4°             | 6'15"960    |      |
| 2019 | Europei        | Lucerna  | Due con | 9° (finale B)  | 6'22"640    |      |
| 2019 | Mondiali U23   | Sarasota | Due con | Oro            | 6'14"840    |      |